# Haraj Żółkiew
Haraj Żółkiew (ukr. Футбольний клуб «Гарай» Жовква, Futbolnyj Kłub "Haraj" Żowkwa) – ukraiński klub piłkarski z siedzibą w mieście Żółkiew.

## Historia
Chronologia nazw:
- 1990: Haraj Żółkiew (ukr. ФК «Гарай» Жовква)
- 2013: klub rozwiązano

Drużyna piłkarska Haraj została założona w mieście Żółkiew 11 stycznia 1990 roku.
Do 1992 drużyna z miasta Żółkiew występowała w amatorskich rozgrywkach mistrzostw obwodu lwowskiego.
W 1995 klub zgłosił się do rozgrywek w Drugiej Lidze. W pierwszym że sezonie 1995/96 zajął 8. miejsce w swojej grupie. Potem co rok było gorzej. W sezonie 1998/99 klub po rundzie jesiennej z przyczyn finansowych zrezygnował z dalszych występów w lidze profesjonalnej i dalej występuje w rozgrywkach amatorskich obwodu lwowskiego.
Klub również występuje w rozgrywkach Mistrzostw Stowarzyszenia Ukraińskiego Futbolu Amatorskiego.
W 2002 klub zdobył Puchar Stowarzyszenia Ukraińskiego Futbolu Amatorskiego.